# Lhoba
Die Lhoba (auch Lhopa, Lo, Klo, Glo; Chinesisch: 珞巴族, Pinyin: Luòbāzú) sind nach den Tataren die quantitativ zweitkleinste der 55 offiziell anerkannten ethnischen Minderheiten der Volksrepublik China. Beim letzten Zensus (2010) wurden in den von China administrativ kontrollierten Gebieten, vor allem im Südosten Tibets, insgesamt nur 3.689 Lhoba gezählt.
Unter Bezeichnungen wie Aka, Adi, Abor, Arbor, Idu Mishmi, Midu, Miri, Nishi und Tangam leben einige Lhoba-Stämme (ca. 120.000 Menschen) im indisch kontrollierten Teil der tibetischen Kreise Cona, Mêdog und Zayü, dem heutigen indischen Bundesstaat Arunachal Pradesh.

## Sprache
Ein Teil der Lhoba spricht Bengni-Bogarisch (崩尼~博嘎爾語), ein anderer Idu-Lhoba (義都珞巴語). Beide Sprachen gehören zum Nord-Assam-Tani-Zweig der Tibeto-Birmanischen Sprachfamilie innerhalb der Sino-Tibetischen Sprachgruppe.

## Religion
Bei den Lhoba überwiegen autochthone Glaubensvorstellungen. Einige wenige Einzelpersonen sind Anhänger des tibetischen Buddhismus („Lamaismus“).

## Verbreitung der Lhoba in China

### Verbreitung auf Provinzebene nach den Daten des Zensus 2010 (Stichtag 1. November 2010)
| Gebiet              | Zahl  | Anteil   |
| ------------------- | ----- | -------- |
| Volksrepublik China | 3.689 | 100,00 % |
| Tibet               | 3.489 | 094,58 % |
| Guizhou             | 0 85  | 02,30 %  |
| Fujian              | 0 16  | 00,43 %  |
| Peking              | 0 11  | 00,30 %  |
| Liaoning            | 0 11  | 00,30 %  |
| Guangdong           | 0 8   | 00,22 %  |
| Sichuan             | 0 8   | 00,22 %  |
| Yunnan              | 0 7   | 00,19 %  |
| Shaanxi             | 0 7   | 00,19 %  |
| VBA                 | 0 7   | 00,19 %  |
| Hebei               | 0 6   | 00,16 %  |
| Heilongjiang        | 0 4   | 00,11 %  |
| Shanghai            | 0 4   | 00,11 %  |
| Xinjiang            | 0 4   | 00,11 %  |
| Jilin               | 0 3   | 00,08 %  |
| Hunan               | 0 3   | 00,08 %  |
| Guangxi             | 0 3   | 00,08 %  |
| Anhui               | 0 2   | 00,05 %  |
| Shandong            | 0 2   | 00,05 %  |
| Hubei               | 0 2   | 00,05 %  |
| Chongqing           | 0 2   | 00,05 %  |
| Jiangsu             | 0 1   | 00,03 %  |
| Zhejiang            | 0 1   | 00,03 %  |
| Jiangxi             | 0 1   | 00,03 %  |
| Gansu               | 0 1   | 00,03 %  |
| Ningxia             | 0 1   | 00,03 %  |
| Tianjin             | 0     | 00,00 %  |
| Shanxi              | 0     | 00,00 %  |
| Innere Mongolei     | 0     | 00,00 %  |
| Henan               | 0     | 00,00 %  |
| Hainan              | 0     | 00,00 %  |
| Qinghai             | 0     | 00,00 %  |

### Verbreitung auf Kreisebene (Zensus 2000)
Für die Verbreitungsgebiete wurden nur Werte über 0,50 % berücksichtigt.
| Übergeordnete Provinzebene | Übergeordnete Bezirksebene | Stadt, Kreis, Stadtbezirk                                           | Anzahl der Lhoba | Anteil aller Lhoba Chinas |
| -------------------------- | -------------------------- | ------------------------------------------------------------------- | ---------------- | ------------------------- |
| Autonomes Gebiet Tibet     | Stadt Nyingchi             | Kreis Mêdog (墨脱县)                                                | 1.270            | 42,83 %                   |
| Autonomes Gebiet Tibet     | Stadt Nyingchi             | Kreis Mainling (米林县)                                             | 1.134            | 38,25 %                   |
| Autonomes Gebiet Tibet     | Regierungsbezirk Shannan   | Kreis Lhünzê (隆子县)                                               | 101              | 3,41 %                    |
| Autonomes Gebiet Tibet     | Stadt Nyingchi             | Stadtbezirk Bayi (林芝县)                                           | 98               | 3,31 %                    |
| Autonomes Gebiet Tibet     | Stadt Nyingchi             | Kreis Zayü (察隅县)                                                 | 64               | 2,16 %                    |
| Provinz Guizhou            | Stadt Anshun               | Autonomer Kreis Guanling der Bouyei und Miao (关岭布依族苗族自治县) | 48               | 1,62 %                    |
| Provinz Fujian             | Stadt Sanming              | Stadtbezirk Meilie (梅列区)                                         | 23               | 0,78 %                    |
| Autonomes Gebiet Tibet     | Stadt Lhasa                | Stadtbezirk Chengguan (城关区)                                      | 15               | 0,51 %                    |

## Nationalitätengemeinden der Lhoba
| Provinzebene           | Bezirksebene             | Kreisebene              | Nationalitätengemeinde                  | Gründungsjahr | Fläche  | Anzahl der Lhoba-Einwohner |
| ---------------------- | ------------------------ | ----------------------- | --------------------------------------- | ------------- | ------- | -------------------------- |
| Autonomes Gebiet Tibet | Stadt Nyingchi           | Kreis Mêdog (墨脱县)    | Gemeinde Dagmo der Lhoba (达木珞巴族乡) | 1988          | 800 km² | 380                        |
| Autonomes Gebiet Tibet | Regierungsbezirk Shannan | Kreis Lhünzê (隆子县)   | Gemeinde Doyü der Lhoba (斗玉珞巴族乡)  | 2011          | 333 km² | 196                        |
| Autonomes Gebiet Tibet | Stadt Nyingchi           | Kreis Mainling (米林县) | Gemeinde Naiyü der Lhoba (南伊珞巴族乡) | 1988          | 450 km² | 272                        |